# Santana (freguesia)
Santana es una freguesia portuguesa del concelho de Santana, con 17,80 km² de superficie y 3.439 habitantes (2001). Su densidad de población es de 193,2 hab/km².